# Campionato mondiale militare di scherma 1948
Il Campionato mondiale militare di scherma del 1948 ("1948 World Military Fencing Championships") è stato organizzato dalla Federazione internazionale della scherma e si è svolto a Nizza in Francia dal 12 al 18 febbraio.
Nel fioretto, si è aggiudicato il titolo di campione mondiale militare il francese Bousset, che ha battuto in finale il belga Gustave Balister.
Nella spada il belga Catiaux ha battuto in finale il francese Harcaut, ottenendo il titolo mondiale militare maschile.
Nella sciabola l'olandese Willem Van Den Berg prevale sul belga Eugene Laermans.
Nel campionato mondiale militare a squadre maschili, la nazionale francese ha prevalso nella finale del fioretto contro il Belgio, mentre la nazionale francese ha vinto nella spada contro la formazione belga, ed infine la nazionale belga ha avuto la meglio sulla compagine olandese nella sciabola.

## Podi

### Uomini
| Specialità  | Oro                                         | Argento                                                            | Bronzo                                                     |
| Individuali |                                             |                                                                    |                                                            |
| Fioretto    | Bousset                                     | Gustave Balister                                                   | J. Mangieu                                                 |
| Spada       | Catiaux                                     | Harcaut                                                            | Roelof Jacobus Hordijk                                     |
| Sciabola    | Willem Van Den Berg                         | Eugene Laermans                                                    | Marcel Faure                                               |
| A squadre   |                                             |                                                                    |                                                            |
| Fioretto    | Francia Bousset Layorenne Mangieu Schaefer  | Belgio Baetens Gustave Balister Vauthoz Andre Paul Joseph Verhalle | Paesi Bassi Willem Van Den Berg -                          |
| Spada       | Francia Loir Chambert Harcaut Herault Paris | Belgio Catiaux Raoul Mollet Marcel Van Der Auwera -                | Danimarca -                                                |
| Sciabola    | Belgio Gustave Balister Eugene Laermans -   | Paesi Bassi Luckmann Willem Van Den Berg -                         | Francia Calassi Criquillon Marcel Faure Guy-Claude Piedfer |

## Medagliere
| Pos.   | Nazione     | Oro | Argento | Bronzo | Totale |
| ------ | ----------- | --- | ------- | ------ | ------ |
| 1      | Francia     | 3   | 1       | 3      | 7      |
| 2      | Belgio      | 2   | 4       | 0      | 6      |
| 3      | Paesi Bassi | 1   | 1       | 2      | 4      |
| 4      | Danimarca   | 0   | 0       | 1      | 1      |
| Totale | Totale      | 6   | 6       | 6      | 18     |